# Cursorius
A Cursorius a madarak osztályának lilealakúak (Charadriiformes) rendjébe és a székicsérfélék (Glareolidae) családjába tartozó nem.

## Rendszerezésük
A nemet John Latham angol ornitológus írta le 1790-ben, az alábbi fajok tartoznak ide:
- futómadár (Cursorius cursor)
- szomáliai futómadár (Cursorius somalensis)
- vörös futómadár (Cursorius rufus)
- vörösfejű futómadár vagy Temminck-futómadár (Cursorius temminckii)
- indiai futómadár (Cursorius coromandelicus)

## Előfordulásuk
Dél-Ázsia és Afrika területeken honosak. Természetes élőhelyeik a szubtrópusi és trópusi füves puszták és sivatagok. Állandó, nem vonuló fajok.

## Megjelenésük
Testhosszuk 20-26 centiméter közötti. Tollazatukra a vörösesbarna szín a jellemző, ami jó rejtőszín a talajon. Karcsú testük, hosszú lábuk, rövid szárnyuk és hosszú, hegyes lefelé ívelő csőrük van. 

## Életmódjuk
Talajon keresgélik, főleg rovarokból álló táplálékát.

## Szaporodásuk
Talajon a földbe kapart mélyedésbe rakják fészküket. Fészekaljuk általában 2-3 tojásból áll.